# Museo di fotografia Ken Damy
Il museo Ken Damy si trovava in corsetto Sant'Agata a Brescia, all'interno della loggia delle mercanzie, sulla sinistra del corso salendo verso Piazza della Loggia. Il museo fotografico, oltre alla regolare esposizione, organizzava mostre personali di autori di importanza mondiale e promuove una discreta attività editoriale.

## Storia
Il museo è stato fondato il 29 aprile 1990 da Ken Damy, pseudonimo del fotografo professionista Giuseppe Damiani. Il sito trova posto al pianterreno e nell'interrato della loggia delle mercanzie, ex palazzo Lechi, in corsetto Sant'Agata.
Il 1º luglio 1992 il museo si trasforma in associazione culturale, preponendosi come ruolo la ricerca e la promozione della fotografia contemporanea sul territorio nazionale e internazionale attraverso la programmazione di circa 40 mostre personali all'anno di autori noti a livello mondiale.
Il museo risulta chiuso.

## Il museo
Il museo di fotografia Ken Damy disponeva di otto sale espositive, di un auditorium, una biblioteca e piccolo bar, per una superficie totale di 540 m2.
Nel museo erano state organizzate esposizioni fotografiche di autori di importanza mondiale, tra i quali Mario Giacomelli, Lucien Clergue, Gianni Berengo Gardin, Franco Fontana, Carmelo Bongiorno, Raghu Rai, Mario De Biasi, Jeff Dunas, John Florea, Christian Vogt e Victor Skrebnesky.
All'esposizione ordinaria e alle mostre si affiancava un'attività didattica, grazie all'organizzazione di numerosi corsi di fotografia di vario tipo, e l'editoria, con la pubblicazione di "Photonews", rivista semestrale del museo, e di altri cataloghi fotografici.
Il museo organizzava anche incontri e conferenze con fotografi nazionali ed internazionali.